# Austrotyphlops aspina
Austrotyphlops aspina là một loài rắn trong họ Typhlopidae. Loài này được Couper, Covacevich, Wilson miêu tả khoa học đầu tiên năm 1998.